# Лекарственная каракатица
Лекарственная каракатица (лат. Sepia officinalis) — вид головоногих моллюсков из семейства Sepiidae. Обитает в Атлантическом океане и Средиземном море, бывает длиной 20—30 см, причём такой же длины достигают хватательные руки. Руки имеют 4 ряда присосок. Цвет изменчивый — на спине обыкновенно буроватый со светлыми пятнами и полосами, на брюхе немного светлее, на руках зеленоватый, на плавниках фиолетовый. Употребляется в пищу. Раковина (так называемая os sepiae), кость каракатицы или канареечная пенка, в старину употреблялась в медицине, теперь служит лишь для полирования и вешается в клетку комнатным птицам для чистки клюва. Из жидкости чернильного мешка приготовляется коричневая краска (сепия).